# KR&C
케이알앤씨 또는 KR&C는 예금자 등의 보호 및 금융제도의 안정성 유지를 위하여 부실금융기관의 정리와 관련하여 부실금융기관의 영업 또는 계약을 양수, 예금 등 채권의 지급, 대출 등 채권의 회수정리업무 수행을 위한 제반업무 및 위임받은 재산의 관리 및 처분을 위하여 예금자보호법 제36조의 3(정리금융기관의 설립 등)에 근거하여 2009년 11월 10일 자본금 5천만원으로 설립되었다.

## 설립 근거
- 예금자보호법 제36조의3[1]

## 주요업무
- 부실금융기관, 청 · 파산법인, 정리금융기관, 예금보험공사 등으로부터 자산 및 부채의 인수 · 정리
- 부실상호신용금고 계약이전에 따른 자산 부채의 관리
- 부실종합금융회사의 정리에 따른 업무
- 보험금 지급 범위내 예금 등 채권의 매입
- 인수한 자산 및 부채의 관리를 위한 회수, 추심, 처분
- 보유자산의 유동화 업무, 유동화자산에 대한 관리
- 기타 채권관리와 관련한 부대업무

## 연혁
- 1999년 제일은행 초기분리자산 인수
- 2000년 2월 1일 동화은행 등 5개은행 분리자산 인수
- 2000년 2월 23일 외환은행 동아생명보험 등 4개생보사 분리자산 인수
- 2000년 3월 20일 외환은행 대출채권 일괄 매각
- 2000년 8월 21일 외환은행 제일은행 추가분리자산 인수
- 2000년 9월 18일 기아자동차 주식 장외매각
- 2000년 10월 11일 한전주식을 기초로 해외교환사채(EB) 발행
- 2000년 11월 15일 M&A 방식에 의한 일은증권 주식 매각
- 2000년 12월 11일 외환은행 원화 ABS발행
- 2000년 12월 17일 대출채권 일괄매각(SPC 1 Loan Sale)
- 2001년 5월 7일 외환은행 대출채권 일괄매각(RFC 2001-1 Loan Sale)
- 2001년 9월 14일 외화 ABS발행
- 2001년 11월 29일 대출채권 일괄매각(한아름 2001-2 Loan Sale)
- 2001년 12월 31일 한아름금고 흡수합병
- 2002년 6월 14일 워크아웃채권 등 일괄매각(KAMCO)
- 2002년 11월 21일 일반, 특별채권 일괄매각(KAMCO)
- 2002년 12월 30일 4차 조기종결 파산재단 자산 인수(22개 재단)
- 2003년 3월 14일 대한생명 사후지원 관련 자산 인수
- 2003년 3월 21일 제일은행 국제중재 자산 인수
- 2003년 6월 30일 3차∼5차 조기종결 파산재단 자산 인수(47개 재단)
- 2003년 7월 31일 제일은행 3차 CALL 및 국제중재 자산 인수
- 2003년 8월 29일 제일은행 고정금리채 관련 국제중재 자산 인수
- 2003년 8월 31일 3차∼6차 조기종결 파산재단 자산 인수(32개 재단)
- 2003년 10월 31일 원화ABS 후순위채 상환 현물자산 인수
- 2003년 10월 31일 6차 ~7차 조기종결 파산재단 자산인수 (24개 재단)
- 2004년 2월 26일 현대투자신탁 증권 인수
- 2004년 3월 29일 외화자산 ABS발행
- 2004년 5월 17일 8개 파산종금사 자산인수
- 2004년 7월 12일 4개 파산은행 자산인수
- 2004년 7월 26일 7~8차 조기종결 파산재단 자산 인수(36개재단)
- 2004년 9월 7일 6개 파산종금사 자산인수
- 2004년 9월 17일 9차 조기종결 파산재단 자산 인수(29개재단)
- 2004년 12월 22일 10차 조기종결 파산재단 자산 인수(19개재단)
- 2005년 3월 11일 조직개편 (2부 5팀 → 8팀)
- 2005년 3월 30일 한국투자신탁증권 자산인수(21개재단)
- 2005년 4월 30일 11차 조기종결 파산재단 자산 인수
- 2005년 5월 30일 대한투자신탁증권 자산인수
- 2005년 6월 10일 아림상호저축은행 자산인수(예보기금)
- 2005년 7월 23일 한마음상호저축은행 PF 자산인수(예보기금)
- 2005년 9월 5일 12차 조기종결 파산재단 자산 인수(23개재단)
- 2005년 10월 12일 한중상호저축은행 자산인수(예보기금)
- 2006년 3월 3일 13차 조기종결 파산재단 자산 인수(25개재단)
- 2006년 5월 29일 14차 조기종결 파산재단 자산 인수(23개재단)
- 2006년 7월 3일 솔로몬상호저축은행 자산인수(예보기금)
- 2006년 9월 4일 15차 조기종결 파산재단 자산 인수(15개재단)
- 2007년 3월 16일 좋은저축은행 자산 인수(예보기금)
- 2007년 4월 30일 대출채권 일괄매각(밀양저축은행)
- 2007년 5월 25일 대운저축은행 자산 인수(예보기금)
- 2007년 7월 12일 16차 조기종결 파산재단 자산 인수(7개재단)
- 2007년 7월 20일 홍익저축은행 자산 인수(예보기금)
- 2007년 10월 19일 두산인프라코어 주식 매각
- 2007년 11월 30일 72개 파산재단 추가 인수
- 2007년 12월 21일 경북저축은행 자산 인수(예보기금)
- 2007년 12월 26일 영업기간 연장 (2010.12.26까지)
- 2008년 5월 23일 분당저축은행 자산 인수(예보기금)
- 2008년 7월 10일 현대저축은행 자산 인수(예보기금)
- 2008년 11월 30일 83개 파산재단 추가인수
- 2009년 4월 1일 전북저축은행 자산인수(예보기금)
- 2009년 7월 15일 대출채권 일괄 매각(세드윌, 나우IB캐피탈)
- 2009년 8월 4일 S&T대우중공업 주식매각
- 2009년 9월 30일 131개 파산재단 추가인수
- 2009년 11월 10일 (주)정리금융공사 상호변경→(주)KR&C 업무수행
- 2009년 11월 18일 으뜸저축은행 자산 인수(예보기금)
- 2010년 4월 7일 전일저축은행 자산 인수(예보기금)
- 2010년 5월 7일 삼성생명 주식 매각
- 2010년 7월 29일 하이닉스 주식 매각
- 2010년 11월 30일 77개 파산재단 추가인수

## 조직
- 감사
  - 감사실
- 예금보험위원회
- 이사회
- 금융부실책임조사본부장
  - 조사총괄부
  - 재산조사부
  - 금융조사국
  - 기업조사국

### 사장

#### 부사장
- 예금보험연구센터

##### 상임이사 (4인)
- 비서실
- 기획조정부
  - 법무실
- 인사지원부
  - 인재개발실
  - 안전관리실
- 혁신경영실
- 홍보실
- 국제협력실
- 리스크총괄부
  - 고객경영지원실
- 리스크관리부
  - 보험리스크관리실
- 저축은행관리부
- 정리총괄부
- 금융정리부
- 기금관리부
  - 기금운용실
- 정보시스템실
- 회수총괄부
- 채권관리부
- PF자산회수부
  - 프놈펜사무소

## 같이 보기
- 금융위원회
- 예금보험공사